# Залізниця Париж — Мюлуз
Залізниця Париж — Мюлуз — 491-кілометрова залізнична лінія, що сполучає Париж із Мюлузом через Труа, Шомон і Бельфор, Франція.
Залізниця відкрита в кілька етапів в 1848—1858 рр.

## Маршрут
Залізниця Париж — Мюлуз починається від Східного вокзалу в Парижі та прямує в східному напрямку. У Нуазі-ле-Сек, де відгалужується залізниця Париж — Страсбург, повертає на південь.
Перетинає річку Марну в Ножан-сюр-Марн і повертає на південний схід.
Поблизу Гуе досягає річища Сени і прямує долиною вгору за течією до Ножан-сюр-Сен правим берегом, потім лівим берегом, приблизно на південний схід.
У Труа знову перетинає Сену і повертає на схід.
Входить в долину Об біля Жессен та прямує вгору за течією через Бар-сюр-Об.
Залишає Об і прямує долиною Марни до Шомону.
Проходить повз Лангр і залізничний вузол Кульмон-Шаліндрі, де перетинає залізницю Нансі — Діжон.
Досягає долини річки Сона в Жуссе і прямує долиною вниз за течією до Пор-сюр-Сон, де повертає на південний схід до Везуль.
Далі прямує на схід, повз Люр, Бельфор, Даннмарі та Альткірш, де повертає на північний схід до станції Мюлуз.

## Головні станції
Основні станції на залізниці Париж-Мюлуз:
- Париж-Східний
- Труа
- Кульмон-Шаліндрі
- Бельфор
- Мюлуз-Вілль

## Історія
Будівництво та експлуатація залізниці від Парижа до Мюлуза було передано новоствореній Chemins de fer de l'Est в 1853 році.

Перша черга, відкрита в 1848 році, від Фламбуен-Гуе до Труа у складі залізниці від Монтеро-Фо-Іонн до Труа. Черга від Парижа до Нуазі-ле-Сек була відкрита в 1849 році як складова залізниці Париж — Страсбург.
У 1856 році була побудована лінія Нуазі-ле-Сек — Ножан-сюр-Марн.
Черги між Ножан-сюр-Марн і Фламбуен-Гуе, між Труа і Лангром і між Даннмарі і Мюлузом були відкриті в 1857 році. Нарешті в 1858 році була відкрита черга між Лангром і Даннмарі.

## Послуги
Залізницю Париж–Мюлуз використовують такі пасажирські служби:
- TGV від Парижа до Нуазі-ле-Сек
- TER Bourgogne-Franche-Comté[en] і TER Grand Est регіональні послуги по всій лінії
- Регіональні послуги Transilien між Парижем і Лонгвілем
- RER E швидкісний транзит між Парижем і Гретц-Арменвільє